# Sandamu
Sandamu è una delle trentaquattro aree a governo locale (local government areas) in cui è suddiviso lo stato di Katsina, nella Repubblica Federale della Nigeria.
Si estende su una superficie di 1.418 km² e conta una popolazione di 137.287 abitanti.